# Juan Carlos Villamayor
Juan Carlos Villamayor (n. 5 martie 1969, Paraguay) este un fost fotbalist paraguayan.
Între 1993 și 1997, Villamayor a jucat 18 meciuri și a marcat 3 goluri pentru echipa națională a Paraguayului.

## Statistici
| Paraguay | Paraguay | Paraguay |
| An       | Meciuri  | Goluri   |
| -------- | -------- | -------- |
| 1993     | 2        | 0        |
| 1994     | 0        | 0        |
| 1995     | 8        | 2        |
| 1996     | 2        | 1        |
| 1997     | 6        | 0        |
| Total    | 18       | 3        |